# Музичні ігри
«Музичні ігри» («Музыкальные игры») — радянський художній фільм 1989 року, знятий режисером Віталієм Аксьоновим на кіностудіях «Ленфільм» і «Ладога».

## Сюжет
Фантастичне шоу з погонями, інопланетними шпигунами та відомими артистами радянської естради.

## У ролях
- Ігор Корнелюк — співак
- Ян Смелянський — інопланетянин
- Георгій Траугот — інопланетянин
- Анатолій Сливников — інопланетянин
- Євген Тілічєєв — інопланетянин
- Леонід Тихомиров — інопланетянин
- Олександр Петров — інопланетянин
- Семен Фурман — інопланетянин 001
- Геннадій Ткаченко-Папіж — «Лисий»
- Тетяна Колесникова — Ма та Ша
- Олена Багрецова — Оленка
- Олексій Вишня — Іванко
- Едіта П'єха — співачка
- Борис Штоколов — співак
- Ольга Домущу — камео
- Андрій Вознесенський — поет
- Марія Пімгун — Марія Пімгун
- Алла Кондінко — Алла Кондінко
- В'ячеслав Цой — В'ячеслав Цой
- Олег Гусєв — художній керівник ансамблю «Август»
- А. Коеметс — учасниця конкурсу краси
- Лариса Цапусто — учасниця конкурсу краси
- Т. Шараєва — учасниця конкурсу краси
- Роза Енквіст — учасниця конкурсу краси
- Олена Аксьонова — епізод
- Володимир Балибін — епізод
- І. Батарієлі — епізод
- Г. Васильєва — епізод
- М. Васильєва — епізод
- В. Вальдю — епізод
- А. Євдокимов — епізод
- Людмила Коваленкова — епізод
- Н. Кондрашова — епізод
- Володимир Максимов — епізод
- А. Намтагін — епізод
- А. Пак — епізод
- О. Петрова — епізод
- М. Потапова — епізод
- М. Сахно — епізод
- Наталія Трубникова — епізод
- А. Туранський — епізод
- Сергій Фокін — епізод
- Шерхан Абілов — лама

## Знімальна група
- Режисер — Віталій Аксьонов
- Сценаристи — Віталій Аксьонов, Сергій Курьохін
- Оператор — Ігор Плаксін
- Композитор — Ігор Корнелюк
- Художник — Наталія Кочергіна